# Schtroumpf grognon
 (novembre 2022).
Si vous disposez d'ouvrages ou d'articles de référence ou si vous connaissez des sites web de qualité traitant du thème abordé ici, merci de compléter l'article en donnant les références utiles à sa vérifiabilité et en les liant à la section « Notes et références ».
Le Schtroumpf grognon est un personnage de fiction de la bande dessinée Les Schtroumpfs. Il a été créé par le dessinateur belge Peyo puis transformé par Thierry Culliford.

## Caractéristiques
Contrairement aux autres Schtroumpfs qui sont d'un tempérament joyeux, le Schtroumpf grognon passe son temps à ronchonner. Ses phrases commencent très souvent par la formule : « Moi, j'aime pas… »
Malgré son air renfrogné, il possède un grand cœur, par exemple lorsqu'il sauve le Bébé Schtroumpf. Au fur et à mesure des histoires, on apprend aussi qu'il aime les fleurs, la poésie, les canards et, en secret, la Schtroumpfette. D'ailleurs, comme il est le seul à ne pas lui faire ouvertement la cour, elle semble l'apprécier plus que les autres. Dans l'album La Schtroumpfette, lorsqu'il est désigné pour siéger parmi les jurés chargés de juger la Schtroumpfette, on entend le Schtroumpf grognon dire à l'arrière-plan : « Moi, j'aime pas les grognons ! »
Sous ses airs râleurs, il lui arrive aussi de donner des conseils aux Schtroumpfs : « Moi, j'aime pas les Schtroumpfs qui prennent des potions pour se guérir alors qu'ils ne sont pas malades » (Docteur Schtroumpf).

## Apparitions
Dans la version actuelle de L'Œuf et les Schtroumpfs, un Schtroumpf affirme que le Schtroumpf grognon a mauvais caractère depuis qu'il a été piqué par la mouche Bzz : « Oui ! Il est comme ça depuis qu'il a été schtroumpfé par la mouche Bzz ! Il lui en est toujours resté quelque chose ! » Or il est évident que le seul Schtroumpf piqué par la Bzz (les autres Schtroumpfs s'étant mordus les uns les autres), dans Les Schtroumpfs noirs, est le Schtroumpf paresseux. La méprise commise par les auteurs dans la deuxième version, entièrement redessinée, s'explique par le fait que certains dialogues ont été réécrits par rapport à la version d'origine, laquelle était parue dans le journal Spirou sous forme de mini-récit. Dans cette version originale, on lisait simplement : « Oui, il est comme ça depuis l'histoire de la mouche “Bzz” ! Il lui en est toujours resté quelque chose. » Qu'il ait particulièrement pâti des malheurs provoqués par la mouche Bzz n'implique pas qu'il ait été piqué par elle. Lorsqu'ils ont réalisé la deuxième version de L'Œuf et les Schtroumpfs, cinq ans après la première, Peyo et ses collaborateurs ont oublié que, dans Les Schtroumpfs noirs, le seul Schtroumpf directement victime de la mouche vectrice de la maladie avait les caractéristiques du Schtroumpf paresseux.
Le Schtroumpf grognon est l'un des deux Schtroumpfs chargés par le Grand Schtroumpf d'aller chercher un œuf pour le gâteau destiné à la fête des Schtroumpfs, dans L'Œuf et les Schtroumpfs.
Il est le personnage principal du Bébé Schtroumpf et de L'Aéroschtroumpf.
Dans l'épisode Schtroumpf vert et vert schtroumpf, alors que les Schtroumpfs se disputent pour savoir s'il faut dire « tire-bouschtroumpf » ou « schtroumpf-bouchon », il déclare, ironiquement, ne pas aimer les « tire-bouchons ».